# 奧爾德尼
奧爾德尼（英語：Alderney）是英吉利海峽中的海峽群島中的第三大島，是英国王室屬地根西行政区的一个辖区。面積7.9平方公里。人口約有2400。圣安妮是其主要城镇。
島上建有機場，與英国本土之間有航班往來。此外同海峽群島中的其他島嶼和法国有渡輪航線。